# Риболов шкампа на коњима
Риболов шкампа на коњима је начин излова шкампа који се практикује у Остденкерку, месту у провинцији Западна Фландрија, на југозападној обали Белгије. Овај традиционални начин хватања шкампа представља значајну туристичку атракцију, а Остденкерк је једино место на свету где се још увек практикује.
Риболов шкампа на коњима у Остденкерку је уписан 2013. године с на УНЕСКО-ову листу нематеријалне светске баштине у Европи.

## Историја
Током 15. века риболов шкампа на коњима практиковао се на обалама Северног мора у Француској, Холандији, па чак и на југу Енглеске. Ова активност представљала је додатни приход потребан за домаћинство. Данас је ово активност која се практикује још само у Остденкерку и представља туристичку атракцију.

## Начин риболова
У Остденкерку се риболовом шкампа на коњима активно бави дванаест домаћинстава. Свако домаћинство има своју посебност, као што је ткање мрежа или знање о белгијским вучним коњима. У лов се одлази два пута недељно, сем у зимским месецима. 
За риболов се користе белгијски вучни коњи расе Брабант, специјално обучени за ову активност. Коњи ходају по плиткој води, паралелно са обалом, повлачећи левакасте мреже које држе отворене две дрвене даске. Преко песка се превлачи ланац, који ствара вибрације, због чега шкампи ускачу у мрежу. Риболов траје око један сат, а затим се излази из мора како би се коњи одморили, као и да би се вратиле у море нежељене уловљене врсте као што су ситне рибе, крабе и медузе, а уловљени шкампи сакупљају се у кошаре окачене са сваке стране леђа коња. Из мрежа се испира песак. Основни атрибути успешног лова су добро познавање мора и плаже, заједно са високим нивоом поверења према свом коњу.
Процес делује веома спор и медитативан - коњ и јахач вијугају напред-назад - али ова активност захтева знатну вештину и знање о океану, плимама и осекама и самим коњима. Избор правог коња пресудан је део ове активности, јер када коњ први пут види море и таласе, покушава да побегне назад на обалу.

## Опрема и обука
Опрема која се корити за ову активност временом се значајно развила како би се побољшала удобност рибара и повећала количина уловљених шкампа. Уместо мазги или мањих коња почели су да се користе белгијски вучни коњи, који су много већи и снажнији, а унапређена је и одећа самих риболоваца. Риболовци на коњима носе јарко жуто заштитно одело, високе гумене чизме и капе и седе на дрвеним седлима.
За риболовца шкампа на коњу потребан је теоретски курс у Националном музеју рибарства, Навиго. Поред тога, риболовци приправници морају проћи двогодишњу практичну обуку и положити завршни испит. С обзиром на снагу која јој је потребна, риболов шкампа се у историји сматрао мушком делатношћу, мада су је и жене практиковале. Полагањем практичног испита, Неле Бекаерт постала је прва жена коју је заједница званично препознала као риболовца шкампа на коњу.

## Значај
Традиција лова шкампа на коњима заједници даје снажан осећај колективног идентитета и игра централну улогу у друштвеним и културним догађајима, укључујући дводневни Фестивал шкампа, за који локална заједница месецима гради плутајуће, као и улично позориште и израђује костиме. Парада ловаца и такмичење у којем је стотине деце покренуто у лов на шкампе привуку више од 10.000 посетилаца сваке године. Искусни ловци демонстрирају технике и деле знање о мрежама, плимама и осекама са почетницима.
Национални музеј рибарства даје историјски преглед фламанског рибарства и између осталог приказује макете рибарских бродова од 800. године нове ере и оригиналну рибарску колибу.

## Галерија
- Скулптуре ловаца шкампа на плажи (Вилијам Свитлав)
- Коњ за риболов шкампа на плажи
- Улична ознака у Остденкерку
- Приказ риболовца у Националном музеју рибарства
- Коњ за риболов